# Дейв Смоллі
Дейв Смоллі (англ. Dave Smalley) — американський музикант, найбільш відомий, як вокаліст хардкор-панк гуртів DYS, Dag Nasty та скейт-панк гурту All, а також як соліст та гітарист гурту Down by Law. 
Смоллі відомий своїм впливом на поп-панк і своїм внеском у жанр Емо. Він також заснував сайд-проект під назвою The Sharpshooters, на музику якого вплинули гурти субкультури Mod Revival, наприклад, The Jam. Смоллі також продюсував альбом Face au silence du monde канадської панк-групи Penelope, який був записаний інженером Don Zientara в студії Inner Ear Studios в Арлінгтоні.

## Життєпис
Смоллі отримав ступінь бакалавра в Бостонському коледжі та ступінь магістра політології в Каліфорнійському університеті Лос-Анджелесу. Мешкає зі своєю родиною у місті Фредеріксбург в Вірджинії працює у міській газеті Free Lance-Star редактором колонки Weekender. Раніше також працював молодіжним редактором розділу для підлітків it! і отримав кілька нагород за цю колонку.
У 2016 році випустив сольний альбом Punk Rock Days, який містить акустичне аранжування матеріалів гуртів Dag Nasty, Down by Law, нові пісні, а також  ірландську народну музику. До створення альбому долучились гітаристи гуртів Down by Law, Dag Nasty, а також родичі Дейва Смоллі.
У 2017 році Смоллі став лідером нового гурту під назвою Don't Sleep. Відтоді гурт випустив два міні-альбоми: альбом Don't Sleep на студії Unity Worldwide Records у 2017 році та Bring The Light 7 inch на студії Reaper Records у 2018 році. У тому ж році відбувся спільний тур гуртів Don't Sleep та Shelter. 
У вересні 2020 року на студії Mission Two Entertainment був випущений третій альбом гурту Don't Sleep під назвою Turn The Tide.
У 2017 року Дейв Смоллі створює новий гурт під назвою Dave Smalley & The Bandoleros. У 2018 році гурт випустив альбом під назвою Join the Outsiders та планував зіграти кілька концертів у Європі.

## Дискографія

### DYS
- 1983 — Brotherhood (вокал);

- 1984 — DYS (вокал);

- 1989 — Fire And Ice (два записи попередні на одному компакт-диску), (вокал);

- 2005 — Wolfpack — "Brotherhood", перевидання з оригінальним радіо демо групи Wolfpack;

- 2011 — More than Fashion: LIVE from the Gallery East Reunion — живі треки з першого концерту після возз’єднання гурту, що включає пісні з обох їхніх студійних альбомів, Bridge 9 Records;

- 2011 — "Wild Card" — сингл, Bridge 9 Records;

- 2011 — "Sound of our Town" — сингл, Bridge 9 Records;

- 2012 — "Unloaded" — сингл, Bridge 9 Records;

- 2012 — "(We are) The Road Crew" (Motorhead Cover) — сингл, Bridge 9 Records;

- 2012 — "Brotherhood 2012" — сингл, Bridge 9 Records;

- 2012 — "True Believers" — сингл, Bridge 9 Records.

### Dag Nasty
- 1986 — Can I Say (вокал);
- 1992 — Four on the Floor (вокал);
- 2002 — Minority of One (вокал).

### ALL
- 1988 — Allroy Sez (вокал);
- 1988 — Allroy for Prez (вокал).

### Down By Law
- 1991 — Down by Law (вокал, гітара);
- 1992 — Blue (вокал, гітара);
- 1993 — D.C. Guns (вокал, гітара);
- 1994 — Yellow Rat Bastard (вокал, гітара);
- 1994 — punkrockacademyfightsong (вокал, гітара);
- 1996 — All Scratched Up (вокал, гітара);
- 1997 — Last of the Sharpshooters (вокал, гітара);
- 1999 — Fly the Flag (вокал, гітара);
- 2003 — windwardtidesandwaywardsails (вокал, гітара);
- 2012 — Champions At Heart (вокал, гітара);
- 2014 — Revolution Time (вокал, гітара);
- 2018 — All In (вокал, гітара).

### Dave Smalley & the Bandoleros
- 2018 — Join the Outsiders (вокал);
- 2020 — Ignited (вокал).

### Don't Sleep
- 2017 — Don't Sleep (вокал);
- 2018 — Bring the Light (вокал);
- 2020 — Turn The Tide (вокал).

### Інші проекти
- 1990 — Rule of Thumb — Don't look Down — Club Rat records (вокал);
- 1990 — Chemical People — The Right Thing (бек-вокал);
- 1998 — Two Man Advantage — drafted (продюсер, бек-вокал);
- 1999 — Under The Gun — Nowhere to Run (продюсер, гостьовий вокал у "The Mirror");
- 2000 — The Sharpshooters — Viva Los Guerillas (вокал, гітара);
- 2002 — Penelope — Face au silence du monde (бек-вокал);
- 2009 — Pocket — Beautiful Gray (вокал);
- 2010 — Marc Ganancias — Painted Walls (гостьовий вокал у "Rewind & Repeat");
- 2013 — Marc Ganancias — Policy of Discontent (гостьовий вокал "Yours Truly");
- 2016 — Dave Smalley — Punk Rock Days.